# فيكتور جونز
فيكتور جونز (11 مايو 1881 في أستراليا - 20 يوليو 1923) (بالإنجليزية: Victor Jones) هو لاعب كريكت أسترالي.

## وصلات خارجية
- فيكتور جونز على موقع إي آس بي آن كريك إنفو (الإنجليزية)